# Trzebień (powiat choszczeński)
Trzebień (niem. Hassenwerder) – kolonia w Polsce położona w województwie zachodniopomorskim, w powiecie choszczeńskim, w gminie Recz. W latach 1975–1998 miejscowość administracyjnie należała do województwa gorzowskiego. W roku 2007 kolonia liczyła 16 mieszkańców. Kolonia wchodzi w skład sołectwa Sicko.

## Geografia
Kolonia leży ok. 2 km na wschód od Sicka, przy drodze krajowej nr 10.